# Pyrgulopsis gilae
The Gila springsnail, danh pháp khoa học Pyrgulopsis gilae, là một loài ốc nước ngọt có nắp, là động vật thân mềm chân bụng sống dưới nước trong họ Hydrobiidae.
Đây là loài đặc hữu của Hoa Kỳ. Môi trường sống tự nhiên của nó là các con sông. Nó bị đe dọa do mất nơi sống.